# ザ・エンジン

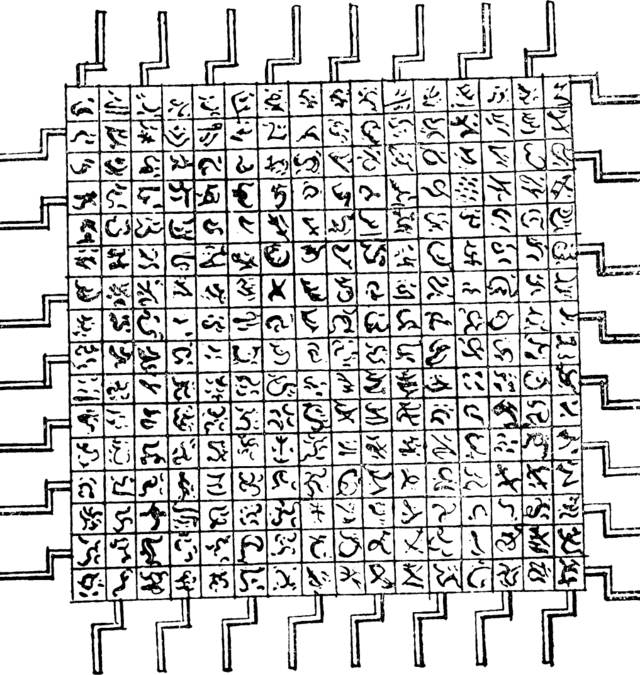

ザ・エンジン（The Engine：より正確には片仮名表記ではたとえば「ズィ・エンジン」）は、『ガリヴァー旅行記』の中でジョナサン・スウィフトによって語られた架空の装置である。おそらくこれは、近代的コンピュータに少しでも似ている装置としては最も早く知られた例である。スウィフトによると、
これは、単語の順列組み合わせを生成する装置である。ライムンドゥス・ルルスの『アルス・マグナ』（1275年）に記された、概念を組み合わせ新しい概念を作り出す機械から発想されたものである。

## 参照
1. ↑  Eric A. Weiss (1985年). “Jonathan Swift's Computing Invention”. IEEE 2010年1月26日閲覧. "In 1726 Jonathan Swift published a description of a wonderful machine, made of equal parts of ..."